# Irulan Corrino
Irulan Corrino Frank Herbert A Dűne című regényének kitalált alakja.

## Élete
Apja IV. Shaddam császár, anyja Anirul Sadow Tonkin Tisztelendő Anya, aki egy titkos rangú Bene Gesserit. Irulan maga is tagja a Bene Gesseritnek.
Mivel apjának nem születtek fiúgyermekei, ezért mint legidősebb leány ő lett trónutódként kijelölve. Régensként követi apját, de a valódi hatalom férje kezében van, 10196-ban ugyanis hozzámegy Paul Atreideshez, akibe idővel beleszeret. Paul azonban mindvégig közömbös marad iránta.
Alia uralma alatt maga is a birodalom vezetői között van egészen II. Leto Atreides hatalomátvételéig.